# Brendan Gill
Brendan Gill (Hartford, Connecticut, 4 de octubre de 1914 - Nueva York, 27 de diciembre de 1997) fue un periodista, crítico de cine, teatro y arquitectura de la revista estadounidense The New Yorker por más de 60 años.
Se graduó en la Universidad Yale en 1936, donde fue miembro de Skull & Bones. Especialista en preservación arquitectónica y en artes visuales, presidió la Fundación Andy Warhol para las Artes Visuales, y fue autor de 15 libros. En su libro Here at The New Yorker compiló anécdotas, fotografías y dibujos de sus años como colaborador de la revista. Escribió varias biografías, como las dedicadas a Frank Lloyd Wright, Cole Porter, Dorothy Parker y Tallulah Bankhead. Contribuyó también con Film Comment, publicación oficial de la Sociedad Fílmica del Lincoln Center.
Su hijo Michael Gates Gill es autor de How Starbucks Saved My Life: A Son of Privilege Learns to Live Like Everyone Else. Y su hijo menor, Charles Gill, es autor de la novela The Boozer Challenge.

## Here at The New Yorker
Here at The New Yorker (Aquí, en el New Yorker), fue publicado en 1975, año del cincuentenario de la fundación de la revista The New Yorker. El libro es una memoria semiautobiográfica que gira en torno a la actividad de Gill como editor y escritor de la revista, en el estilo de la sección Talk of the Town, a la que contribuyó durante muchos años. Gran parte del libro está dedicada a contar anécdotas acerca de sus colegas más conocidos: los historietistas Peter Arno, Charles Addams y James Thurber; los escritores Truman Capote, John Updike, S. J. Perelman y John O'Hara, los críticos Wolcott Gibbs y Robert Benchley; y los editores Katherine White, Harold Ross y William Shawn.
En la introducción Gill admite que sus puntos de vista sobre sus colegas a veces están fuertemente sesgados. Por ejemplo, detestaba a James Thurber, llamándole un "hombre malicioso" cuya única diversión era instigar enemistades entre los escritores del New Yorker, incluyendo una entre el propio Gill y el escritor John O'Hara por la crítica de un libro. A pesar de respetar a Harold Ross por su trabajo en la revista, Gill reveló su "primitivo" y "bochornoso" racismo, que lo llevó a excluir a personas afroamericanas de los más insignificantes puestos dentro de la revista, así como a excluir a escritores e incluso temas relacionados con la cultura afrodescendiente fuera de sus páginas. Su retrato de William Shawn, sin embargo, fue considerado incompleto por algunos críticos. Gill retrató a Shawn como un hombre gentil y amable, pero también reveló que despidió a un empleado solo por haberse mostrado un tanto vulgar fuera del trabajo. También describió la conocida mojigatería de Shawn, incluyendo su disgusto ante frases como "bosta de vaca" o ante la anécdota que inspiró a Henry Green a escribir su novela Loving, pero evitó mencionar que durante muchos años Shawn llevó una doble vida, con una esposa e hijos en los suburbios, y una segunda mujer e hijastro en la ciudad (Lillian Ross, una cólega de trabajo que luego escribió sobre este romance).
Here at The New Yorker apareció por primera vez en la lista de Best Sellers del New York Times el 16 de marzo de 1975, permaneciendo en la lista por dieciséis semanas y alcanzando el segundo puesto el 25 de mayo. Luego de otras reediciones, una edición revisada fue publicada en 1987 con una nueva introducción, y reimpresa en 1997, año de la muerte de Gill.

## Controversias
Las críticas a Here at The New Yorker fueron mayoritariamente favorables, incluyendo las publicadas en The New York Times Book Review, The Washington Post, The Christian Science Monitor, y la revista Time.
Sin embargo, no todas las personas retratadas por Gill compartieron el entusiasmo de los críticos. El escritor E.J. Kahn, también integrante del New Yorker, calificó despectivamente al libro en su About The New Yorker and Me: A Sentimental Journal, y Nora Ephron dijo en Esquire que le pareció "uno de los libros más ofensivos que había leído en mucho tiempo". Gill escribió en la introducción a la edición de 1987 que Katherine White lloró durante dos días al leer el retrato que de ella hiciera, al que defendió como exacto. También acusó a White de lanzar una "enérgica campaña de falsedades" contra él, incluyendo la versión de que a William Shawn, editor de la revista en el momento en que el libro fue publicado por primera vez, no le había sido permitido leerlo antes de la publicación. Gill declaró que Shawn había leído el manuscrito dos veces y que también había sugerido el título del libro, además de relatar una serie de anécdotas poco favorables de la recientemente fallecida White, desmentidas luego por Leo M. Dolenski en una carta al editor de The New York Times.
En septiembre de 1989, Gill protagonizó otra controversia pública al calificar como antisemita a Joseph Campbell, fallecido en 1987. Investigadores, colegas y amigos de Campbell, rechazaron firmemente las acusaciones de cualquier forma de racismo en su conducta o pensamiento.

## Obra
- Many Masks: A Life of Frank Lloyd Wright
- Here at The New Yorker (1975)
- Late Bloomers
- Portable Dorothy Parker (biografía de Dorothy Parker)
- New York Life: Of Friends and Others
- Cole Porter (biografía de Cole Porter - 1972)
- Tallulah (biografía de Tallulah Bankhead - 1972)
- Ways of Loving (relatos -1974)
- Summer Places (en colaboración con Dudley Whitney Hill - 1978)
- Lindbergh Alone - May 21 1927 (sobre el vuelo de Charles Lindbergh en 1927, de Nueva York a París - 1980)
- The Dream Come True: Great Houses of Los Angeles (1980)
- Fair Land to Build in: The Architecture of the Empire State (1984)